# 山田村 (熊本県)
山田村（やまだむら）は、熊本県阿蘇郡にあった村。

## 歴史
- 1889年（明治22年）4月1日 - 町村制の施行により、山田村、小野田村、小倉村、小池村、黒流町村、今町村が合併し成立。
- 1954年（昭和29年）4月1日 - 尾ヶ石村・永水村・内牧町・黒川村と合併して阿蘇町が発足。同日山田村廃止。